# Teltower Kreisbahnen
Die  Teltower Kreisbahnen war ein kommunaler Eigenbetrieb des Landkreises Teltow, der von 1906 bis 1921 bestand und drei Straßenbahnlinien betrieb.

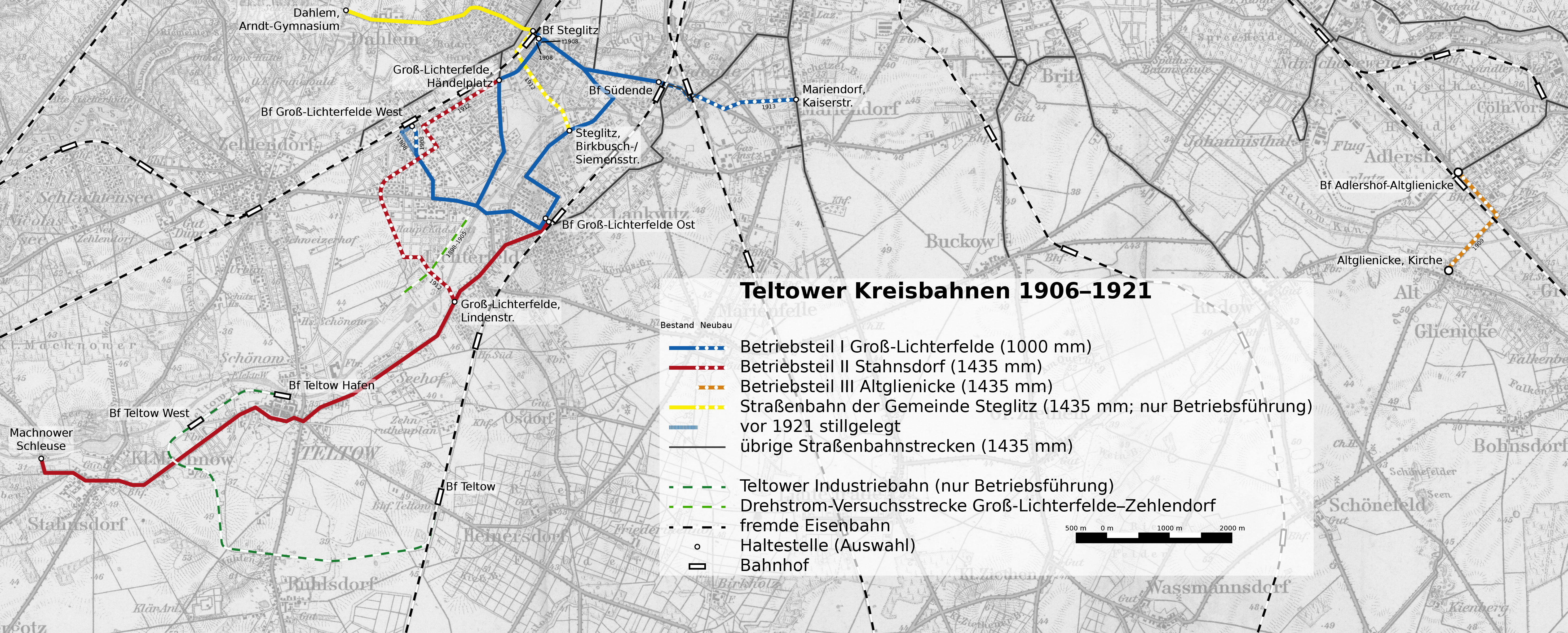
Streckenkarte der Teltower Kreisbahnen

## Geschichte

1902: Ein Wagen der Teltower Kreisbahnen begegnet einem Versuchs-Oberleitungsbus von Max Schiemann

Sie entstanden am 1. April 1906, als der damalige Landkreis Teltow zwei Straßenbahnbetriebe käuflich erwarb. Der neue kommunale Eigenbetrieb umfasste einen meterspurigen Teil, die Elektrische Straßenbahn Berlin-Lichterfelde–Lankwitz–Steglitz–Südende–Mariendorf. Ihr erster Abschnitt war von der Firma Siemens & Halske AG am 15. Mai 1881 als erste elektrische Straßenbahn der Welt von der Kadettenanstalt in Lichterfelde zum Bahnhof der Berlin-Anhaltischen Eisenbahn, dem späteren Bahnhof Lichterfelde Ost, eröffnet worden. Zu dieser Elektrischen Bahn Lichterfelde kamen unter anderem 1890 sowie am 4. März 1895 und 3. April 1913 weitere Teilstrecken nach Steglitz und Mariendorf. Die ursprüngliche Stromzuführung mittels der Fahrschienen wurde im Laufe der Jahre durch den heute üblichen Oberleitungsbetrieb ersetzt. Die Strecke war 1914 15 Kilometer lang.
Den normalspurigen, zweiten Teil bildete die Straßenbahn Groß-Lichterfelde–Seehof–Teltow–Stahnsdorf–Kleinmachnow (Schleuse). Sie war aus der Dampfstraßenbahn AG der Centralverwaltung für Secundairbahnen Herrmann Bachstein hervorgegangen, die am 8. Juli 1888 den Betrieb bis Teltow, 1891 bis Stahnsdorf und am 15. Oktober 1905 bis zur Schleuse Kleinmachnow aufgenommen hatte. 
Ein Jahr nach dem Übergang auf den Kreis Teltow führte dieser am 30. März 1907 auch auf dieser Strecke im Personenverkehr den elektrischen Betrieb ein. Dafür wurde 1907 in Stahnsdorf ein neues Depot gebaut. Die Liniennummer war zeitweise 100 oder Z.
Im Güterverkehr blieben weiterhin Dampfloks im Einsatz, bis der Güterverkehr am 21. Juli 1909 von der Teltower Industriebahn übernommen wurde, zu der eine Gleisverbindung bestand. Eine Erweiterung fand am 2. November 1912 mit der Strecke Händelplatz–Lichterfelde Süd, Lindenstraße statt. Damit war auch der normalspurige Teil 15 Kilometer lang.
Einen räumlich getrennten dritten Betriebsteil der Teltower Kreisbahn bildete die Straßenbahn Altglienicke (Kirche)–Adlershof-Altglienicke Bahnhof, die am 5. Juni 1909 auf einer normalspurigen, elektrifizierten Strecke von zwei Kilometer Länge den Betrieb aufnahm. Drei Jahre später verlängerte die Städtische Straßenbahn Cöpenick ihr Netz bis zum Bahnhof Adlershof und stellte eine Gleisverbindung zur Strecke der Teltower Kreisbahnen her.
1909 übernahmen die Teltower Kreisbahnen den Betrieb der Straßenbahn der Gemeinde Steglitz. Nach einer Neubeschaffung von Fahrzeugen wurden die zuvor dort eingesetzten Wagen auf der Linie Lichterfelde Süd–Händelplatz eingesetzt.
Die Statistik von 1914 weist einen Fahrzeugpark von 34 elektrischen Triebwagen, 14 Beiwagen und sieben Arbeitswagen aus.
Mit der Gründung von Groß-Berlin 1920 wurden auch alle dortigen Straßenbahnbetriebe zusammengefasst. Die Teltower Kreisbahn bildete hier zunächst einen Sonderfall: die Verwaltung lag im weiterhin eigenständigen Kreis Teltow, auch wenn dieser einen großen Teil seines Gebietes an Berlin verloren hatte. Die Teltower Kreisbahn fuhr nun mit fast ihrem gesamten Netz auf fremdem Gebiet, nämlich in Berlin. Erst nach langen Verhandlungen wurden die "Teltower Kreisbahnen" mit ihrem gesamten Streckennetz am 16. April 1921 ein Teil der Berliner Straßenbahn. Die schmalspurigen Strecken wurden teilweise umgespurt, teils am 14. Februar 1930 stillgelegt und durch Omnibuslinien ersetzt.

## Weitere Geschichte der Linie 96 in Teltow
Im Kreis Teltow verblieb nur der sieben Kilometer lange Streckenabschnitt von Stahnsdorf über Teltow bis zur Stadtgrenze, der nach dem Zweiten Weltkrieg als Inselbetrieb eine besondere Rolle spielte.
Er wurde von der Berliner Straßenbahn weiterbetrieben. 1929 wurde der Abschnitt von Teltow bis Potsdamer Straße / Lindenstraße zweigleisig ausgebaut, nur der Abschnitt vom Stahnsdorfer Hof bis zur Schleuse blieb immer eingleisig. Dadurch konnten ab 1930 die Straßenbahnen als Linie 96 durchgehend von Stahnsdorf über Teltow und Tempelhof nach Berlin-Mitte fahren. Bei Kriegsende 1945 eingestellt, wurde die Linie 96 am 24. Januar 1946 wieder in Betrieb genommen, jetzt verkürzt zum Bahnhof Tempelhof.
Nach der Währungsreform 1948 durchfuhr die Linie zwei Währungsgebiete, der Fahrpreis war stets in der Währung zu zahlen, die an der Einstiegshaltestelle gültig war. Ab 1949 wurde die Stadtgrenze sogar zur Grenze zwischen West-Berlin und der DDR. Nach der Aufspaltung der BVG am 1. August 1949 verblieb die Linie bei der BVG-West.
Nach der Verhaftung eines BVG-Schaffners in der DDR im Oktober 1950 an anderer Stelle zog die BVG-West am 16. Oktober 1950 auch die Linie 96 bis zur Stadtgrenze zurück. Für den DDR-Streckenteil wurde ein Schienenersatzverkehr eingerichtet, der besonders im Berufsverkehr überlastet war und daher den Ansprüchen der Fahrgäste auf die Dauer nicht genügen konnte.
So wurde an der Stadtgrenze eine Weiche auch auf DDR-Gebiet gebaut und der ehemalige Straßenbahnhof Stahnsdorf reaktiviert. Am 18. Dezember 1950 wurde ein notdürftiger Straßenbahnbetrieb von der Machnower Schleuse bis zur Berliner Stadtgrenze aufgenommen. Betreiber war zunächst die nahe gelegene Potsdamer Straßenbahn, allerdings nur für die Dauer von 4 Tagen. Danach übernahm die BVG-Ost die Linie. Deren Betriebshof war zwar wesentlich weiter entfernt, allerdings gab es die Möglichkeit, für Werkstattfahrten das zusammenhängende Netz quer durch West-Berlin zu nutzen, was von Potsdam aus nicht möglich war. Die Fahrgäste konnten auf beiden Seiten bis dicht an die Grenze fahren und diese dann zu Fuß überqueren.
Die Grenze wurde zeitweilig geschlossen und am 11. September 1954 wieder geöffnet. Allerdings blieb sie für West-Berliner gesperrt. Die durchgehende Gleisverbindung wurde zerstört, so dass aus dem "politischen Inselbetrieb" nun ein echter Inselbetrieb wurde. Dieser war von der BVG-Ost nur mit großen Schwierigkeiten aufrechtzuerhalten. Überführungsfahrten waren nur noch kostspielig per Lkw möglich. Jedoch gab es immer noch eine hohe Anzahl von Umsteigern zwischen den Linien 96 (Ost) und 96 (West), wobei die Himmelsrichtungen stets politisch zu verstehen sind – die Linie 96 (Ost) war der geographisch westliche Teil der alten Linie 96. Die BVG-Ost befuhr die Strecke alle 30, in der Hauptverkehrszeit alle 20 Minuten.
Am 13. August 1961 sperrte die DDR alle Grenzen zu West-Berlin, es folgte der Bau der Berliner Mauer. Die Linie 96 (Ost) verlor dadurch den Großteil ihrer Fahrgäste. Am 31. Oktober 1961 wurde die Straßenbahn eingestellt und durch Busse ersetzt. Die letzten Gleisreste sind noch heute am Ruhlsdorfer Platz in Teltow und in der Wilhelm-Kültz-Straße (Haus-Nummern 35–41) in Stahnsdorf zu finden. 
Die Linie 96 (West) wurde 1966 als eine der letzten Straßenbahnlinien auf Busse umgestellt. Es war zugleich die einzige West-Berliner Straßenbahnlinie, deren Liniennummer erhalten blieb – erst in den 1990er Jahren wurde sie umbenannt in 184. Unter dieser Nummer fährt sie heute noch von Teltow nach Tempelhof über die Strecke der ehemaligen Teltower Kreisbahnen.